# Kamehameha V delle Hawaii
Kamehameha V, nato come Lota (Lot) Liholiho Kapuāiwa Kalanimakua Kalanikapuapaikalaninui Aliʻiolani Kalani-a-Kekūanaōʻa (Honolulu, 11 dicembre 1830 – Honolulu, 11 dicembre 1872), è stato il quinto re delle Hawaii dal 1863 al 1872, ultimo della dinastia Kamehameha.

## Biografia

### I primi anni

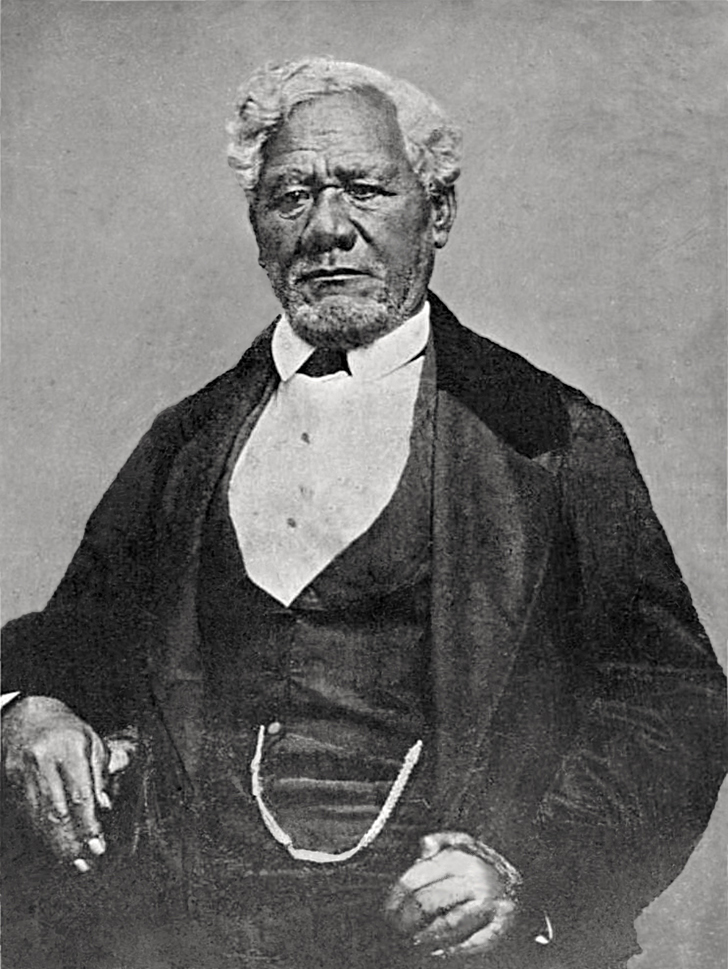
Aliʻi Nui Matteo Kekūanāoʻa, suo padre.

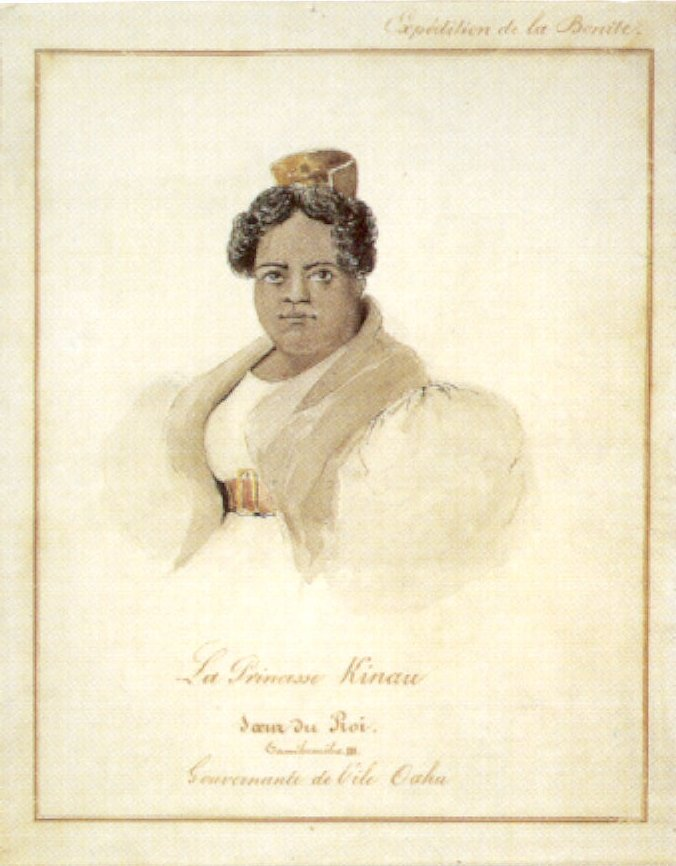
Principessa Kaʻahumanu II, sua madre.

Nato col nome di Lot Kapuāiwa l'11 dicembre 1830, sua madre era Elizabeth Kīnaʻu mentre suo padre era Mataio Kekūanāoʻa. Tra i suoi fratelli citiamo David Kamehameha, Moses Kekūāiwa, Alexander Liholiho e Victoria Kamāmalu. Kapu āiwa è traducibile con la frase "protetto da poteri soprannaturali".
Sulla base dell'antica tradizione hawaiana dell'hānai venne adottato dalla principessa Nāhiʻenaʻena, ma questa morì nel 1836. Egli venne quindi adottato da sua nonna la regina Kalākua Kaheiheimālie e dal nonno adottivo il gran capo Ulumāheihei Hoapili.. Malgrado ciò la sua infanzia fu particolarmente dura, risentendo sempre di questo distacco dalla famiglia d'origine, conservando per tutta la vita un sostanziale rifiuto verso la famiglia adottiva.
Egli venne allevato come erede di Hoapili, destinato a ricoprire quindi il ruolo di Governatore di Maui, anche se questo fatto non avvenne mai. Dal momento che re Kamehameha III lo aveva dichiarato eleggibile al trono, venne educato alla Royal School. Sin dalla sua nascita venne destinato a sposare Bernice Pauahi, ma ella scelse di sposare invece l'americano Charles Reed Bishop. Lot e Bernice si persero definitivamente di vista.
Dopo aver terminato gli studi, Lot viaggiò a lungo all'estero col fratello Alexander Liholiho. Con la supervisione del loro tutore, il dr. Judd, giungendo a San Francisco nel settembre del 1849. Dopo un tour in California, continuarono verso Panama, la Giamaica, New York e Washington I due si portarono quindi in Europa dove incontrarono diversi capi di stato tra cui il presidente francese Luigi Napoleone Bonaparte, il principe consorte inglese Alberto ed il presidente statunitense Zachary Taylor oltre al vicepresidente Millard Fillmore.

### La carriera politica

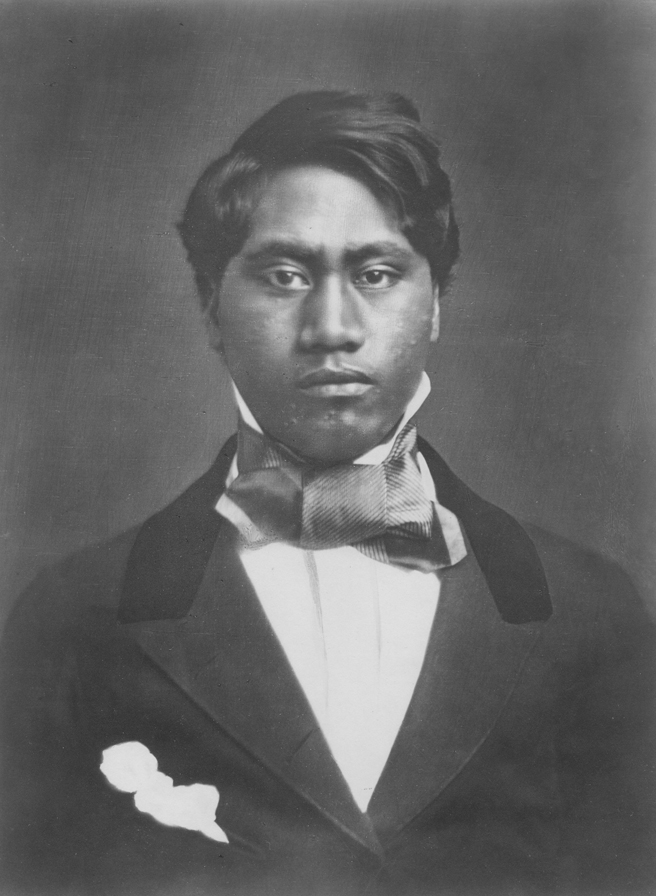
Il principe Lot Kapuāiwa nel 1850.

Dal 1852 al 1855 Lot prestò servizio nel Consiglio Privato del re delle Hawaii, e dal 1852 al 1862 fu membro della Camera dei Nobili. Nominato Ministro dell'Interno dal 1857 al 1863, fu capo della corte suprema dal 1857 al 1858. 
Alla morte del sovrano in carica, reputandolo troppo poco carismatico, la politica nazionale decise di scegliere quale successore al trono suo fratello minore, il principe Alexander Liholiho che nel 1854 ottenne il nome di Kamehameha IV.

### L'ascesa al trono

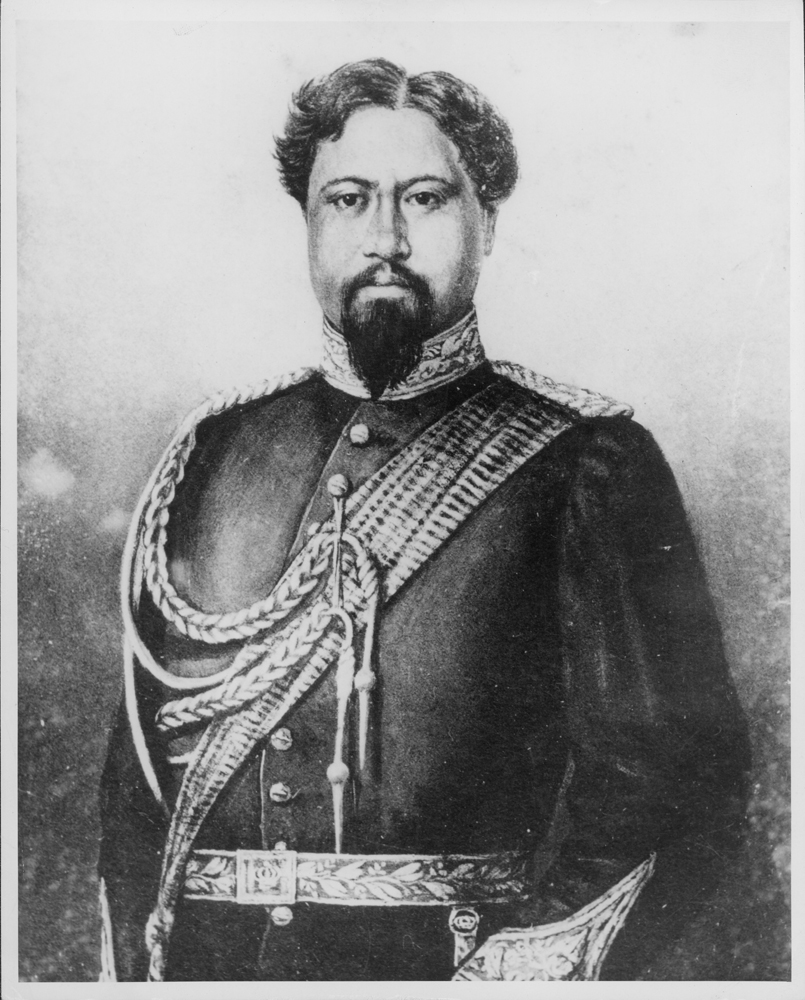
Kamehameha V delle Hawaii

Dopo l'improvvisa morte di suo fratello il 30 novembre 1863, Lot venne chiamato a succedergli al trono come parente più prossimo del sovrano defunto: in un primo momento, rifacendosi ai dettami della costituzione del 1852, rifiutò la corona, poi però venne costretto ad accettarla.
Non appena salito al potere, nel maggio del 1864 si impegnò subito per delle nuove riforme costituzionali. Il 7 luglio 1864 presentò il progetto di una nuova costituzione piuttosto che di emendamenti da apportare a quella precedente. Nel nuovo documento, l'art. 62 era considerato il più innovativo in quanto esso limitava il numero dei votanti a quanti fossero residenti entro i confini del regno ed avessero passato un test che avesse comprovato il loro adeguato livello di alfabetizzazione, oltre al fatto che dovevano essere in possesso di proprietà o comunque potersi garantire autonomamente un'esistenza sull'isola. 
Il 20 agosto 1864, siglò la nuova costituzione e giurò di osservarla e proteggerla. Quando nominò Charles de Varigny a Ministro delle Finanze nel dicembre del 1863, molti americani delle Hawaiʻi erano convinti che avrebbe adottato una politica sostanzialmente anti-americana; in realtà la politica del sovrano rimase sostanzialmente la medesima di sempre: proteggere gli interessi del suo popolo. Successivamente de Varigny venne nominato Ministro degli Affari Esteri dal 1865–1869.
Kamehameha V fu inoltre il primo re ad incoraggiare la ripresa delle tradizioni locali. Sotto il suo regno, le leggi contro il "kahunaismo" vennero abrogate. Venne creato un Consiglio nazionale della medicina, con membri della medicina kahuna, e la'au lapa'au, la medicina hawaiana tradizionale ancora praticata. Richiese comunque che i kahuna documentassero per iscritto i loro rimedi e che questi fossero riconosciuti dal consiglio nazionale della medicina come praticabili senza danni sulla popolazione.
Nel 1865 con una legge apposita venne liberalizzata la vendita di liquori agli hawaiani locali. Kamehameha V, che era chiamato però a ratificare l'atto, sorprese i sostenitori del decreto dicendo "Non siglerò mai la condanna a morte del mio popolo". L'alcolismo era infatti una delle molte cause che lentamente ma progressivamente stava portando ad una moria di nativi hawaiani.
Come il suo predecessore, fu membro della Massoneria. 

### Promozione cultuale e turistica

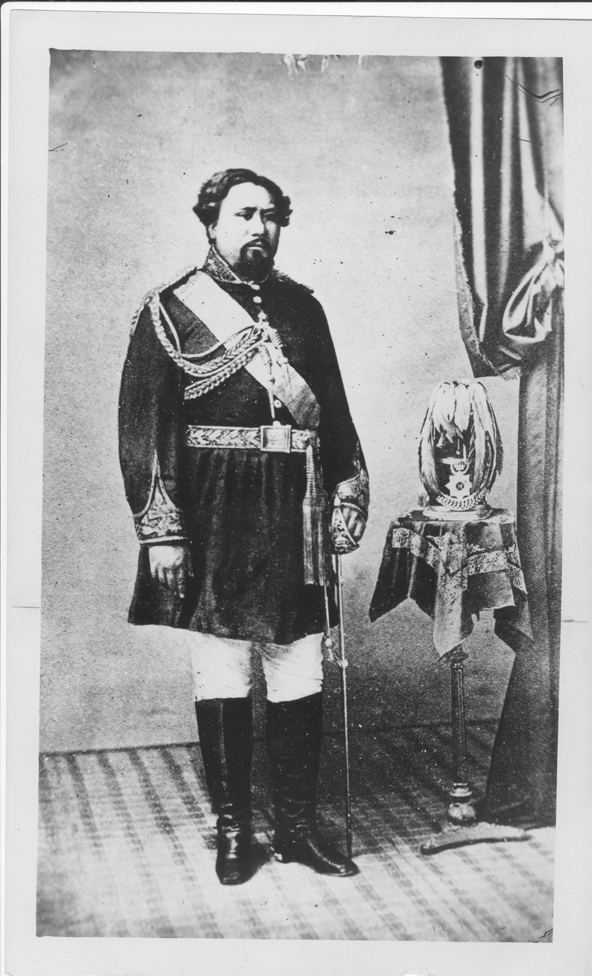
Kamehameha V in uniforme militare

Durante il regno di Kamehameha V incrementò notevolmente la promozione culturale e la presenza di diversi turisti nelle Hawaii. Mark Twain sbarcò nel marzo del 1866 a bordo dell'Ajax. Vi rimase quattro mesi sotto il suo vero nome di Samuel Clemens, scrivendo delle lettere alla Sacramento Union descrivendo le isole. Twain descrisse anche il re:
"Era un sovrano saggio; aveva visto qualcosa del mondo; era educato e accondiscendente, e tentò di fare il meglio per il proprio popolo, riuscendovi. Non vi era alcuna insensatezza in lui; Si vestiva sobriamente, viaggiava tranquillamente per Honolulu, notte o giorno che fosse, sul suo vecchio cavallo, senza sella; era popolare, molto rispettato e molto adorato."
La Regina Vittoria inviò il suo secondo figlio, il principe Alfredo, duca di Edimburgo, a recare omaggio al sovrano con una visita di stato nel 1869. L'enorme seguito col quale il principe sarebbe giunto nell'isola tra inviati, politici e mercanti, creò per la prima volta la necessità dell'edificazione di un hotel. Nacque così l'Hawaiian Hotel che venne creato a partire dal 1865 e che venne terminato solo nel 1871. L'Hotel si trova ancora oggi all'angolo tra Hotel Street e Richards Street e venne ufficialmente inaugurato col ballo che si tenne il 29 febbraio 1872. L'hotel cambiò nome quindi in Royal Hawaiian Hotel. Durante la Seconda guerra mondiale esso venne convertito dalla YMCA in ospedale per prestare soccorso forze armate americane.
Il sovrano si appellò inoltre al kaiser Guglielmo I di Germania, che inviò Henri Berger ad organizzare quella che oggi è nota come Royal Hawaiian Band.

### Gli ultimi anni e la successione

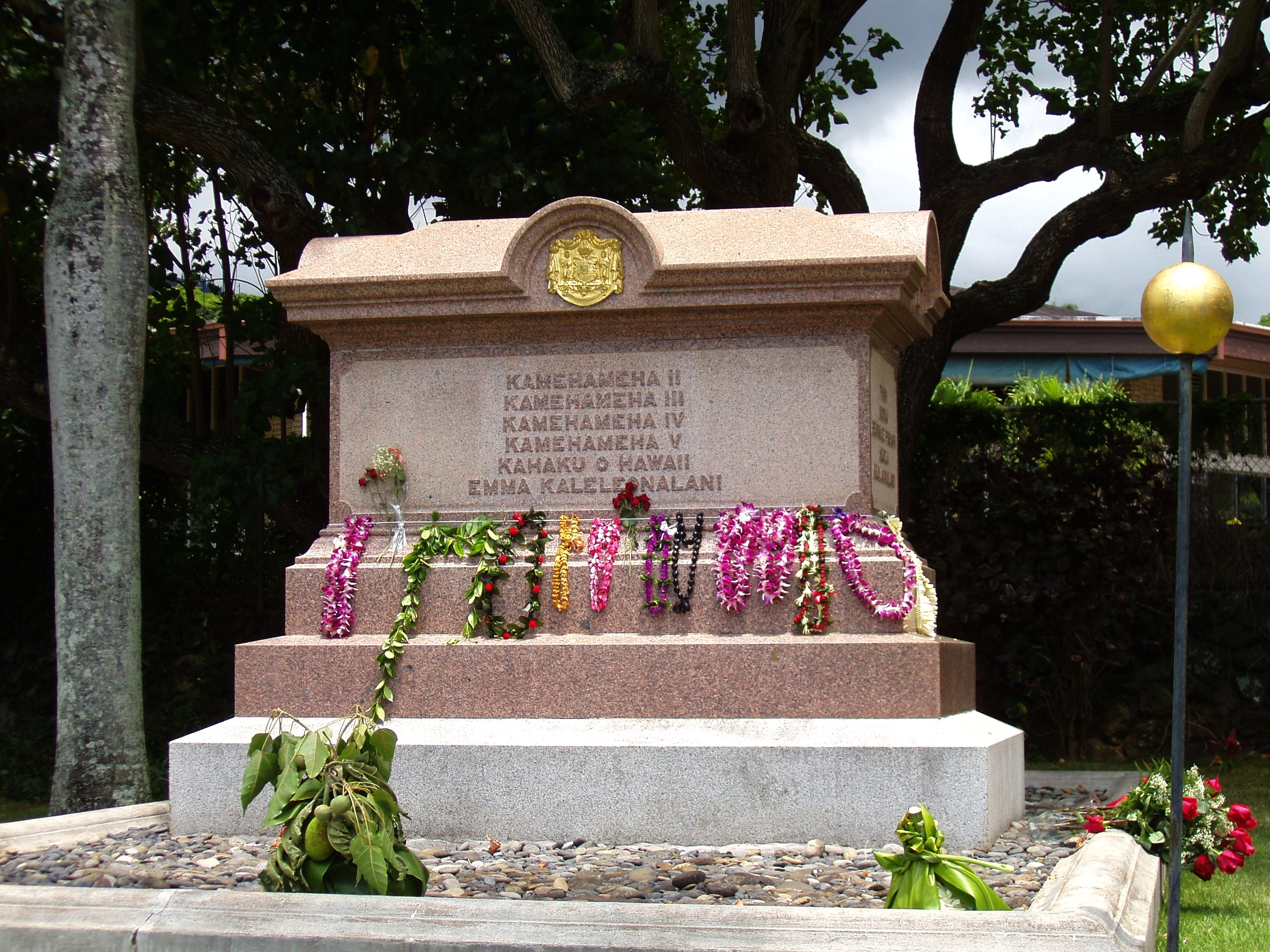
La tomba di Kamehameha V

Sua sorella ed unica erede al trono ufficialmente nominata, la principessa Victoria Kamāmalu, era morta senza eredi nel 1866 e per tutto il resto del suo regno, Kamehameha V rimase senza un successore. Il giorno della sua morte, l'11 dicembre 1872, si stavano iniziando i preparativi per il suo compleanno ed a quanti si recavano a visitarlo al letto dove giaceva egli rispondeva: "Il Signore Iddio non può prendermi oggi, oggi è il mio compleanno". Offrì in punto di morte il trono a suo cugino Bernice Pauahi Bishop che però rifiutò e pertanto il sovrano morì un'ora dopo senza un erede designato. Venne sepolto nel Mausoleo Reale delle Hawaii (Mauna ʻAla).
Fu l'ultimo monarca regnante della dinastia Kamehameha e dopo la sua dipartita era rimasto ancora pendente il sovrano che gli sarebbe succeduto. Dal momento che non aveva designato un erede, si tennero regolari elezioni per quanto era palese che il cugino di Kamehameha V, William Charles Lunalilo, sarebbe stato il favorito. Si tennero comunque delle elezioni e alla fine Lunalilo risultò vincitore.

## Albero genealogico
|                                        |                                                    |                                              | Genitori                                                   |  |  | Nonni |  |  | Bisnonni             |  |  | Trisnonni                              |  |
|                                        |                                                    |                                              |                                                            |  |  |       |  |  | Aliʻi Nui Kuʻimeheua |  |  | Aliʻi Nui Uluʻehu di Molokaʻi e Lānaʻi |  |
|                                        |                                                    |                                              |                                                            |  |  |       |  |  | Aliʻi Nui Kuʻimeheua |  |  | Aliʻi Nui Uluʻehu di Molokaʻi e Lānaʻi |  |
|                                        |                                                    | Aliʻi Nui Kalaniomaiheuila di Maui           |                                                            |  |  |       |  |  | Aliʻi Nui Kuʻimeheua |  |  |                                        |  |
| Aliʻi Nui Malailua Nahiʻolea           |                                                    |                                              |                                                            |  |  |       |  |  | Aliʻi Nui Kuʻimeheua |  |  |                                        |  |
|                                        |                                                    | Principessa Kaupekamoku di Hilo              | Re ʻIkanaka di Hilo                                        |  |  |       |  |  |                      |  |  |                                        |  |
|                                        |                                                    | Principessa Kaupekamoku di Hilo              | Re ʻIkanaka di Hilo                                        |  |  |       |  |  |                      |  |  |                                        |  |
|                                        |                                                    | Principessa Kaupekamoku di Hilo              | Aliʻi Nui Kaʻoulikoʻokeaokalani                            |  |  |       |  |  |                      |  |  |                                        |  |
| Aliʻi Nui Mataio Kekūanāoʻa            |                                                    | Principessa Kaupekamoku di Hilo              |                                                            |  |  |       |  |  |                      |  |  |                                        |  |
|                                        |                                                    | Aliʻi Nui Pupuka di ʻEwa                     | …                                                          |  |  |       |  |  |                      |  |  |                                        |  |
|                                        |                                                    | Aliʻi Nui Pupuka di ʻEwa                     | …                                                          |  |  |       |  |  |                      |  |  |                                        |  |
|                                        |                                                    | Aliʻi Nui Pupuka di ʻEwa                     | …                                                          |  |  |       |  |  |                      |  |  |                                        |  |
| Aliʻi Nui Inaina                       |                                                    | Aliʻi Nui Pupuka di ʻEwa                     |                                                            |  |  |       |  |  |                      |  |  |                                        |  |
|                                        |                                                    | …                                            | …                                                          |  |  |       |  |  |                      |  |  |                                        |  |
|                                        |                                                    | …                                            | …                                                          |  |  |       |  |  |                      |  |  |                                        |  |
|                                        |                                                    | …                                            | …                                                          |  |  |       |  |  |                      |  |  |                                        |  |
| Kamehameha V delle Hawaii              |                                                    | …                                            |                                                            |  |  |       |  |  |                      |  |  |                                        |  |
|                                        | Aliʻi Nui Keōua Kalanikupuapaʻikalaninui di Kohala | Principe Keʻeaumoku Nui dell'Isola di Hawaii |                                                            |  |  |       |  |  |                      |  |  |                                        |  |
|                                        | Aliʻi Nui Keōua Kalanikupuapaʻikalaninui di Kohala | Principe Keʻeaumoku Nui dell'Isola di Hawaii |                                                            |  |  |       |  |  |                      |  |  |                                        |  |
|                                        | Aliʻi Nui Keōua Kalanikupuapaʻikalaninui di Kohala | Aliʻi Nui Kamakaʻimoku di Oʻahu              |                                                            |  |  |       |  |  |                      |  |  |                                        |  |
| Re Kamehameha I delle Hawaii           | Aliʻi Nui Keōua Kalanikupuapaʻikalaninui di Kohala |                                              |                                                            |  |  |       |  |  |                      |  |  |                                        |  |
|                                        |                                                    | Aliʻi Nui Kekuʻiapoiwa II di Kailua-Kona     | Aliʻi Nui Haʻae-a-Mahi di Kohala                           |  |  |       |  |  |                      |  |  |                                        |  |
|                                        |                                                    | Aliʻi Nui Kekuʻiapoiwa II di Kailua-Kona     | Aliʻi Nui Haʻae-a-Mahi di Kohala                           |  |  |       |  |  |                      |  |  |                                        |  |
|                                        |                                                    | Aliʻi Nui Kekuʻiapoiwa II di Kailua-Kona     | Principessa Kekelakekeokalani-a-Keawe dell'Isola di Hawaii |  |  |       |  |  |                      |  |  |                                        |  |
| Principessa Kaʻahumanu II delle Hawaii |                                                    | Aliʻi Nui Kekuʻiapoiwa II di Kailua-Kona     |                                                            |  |  |       |  |  |                      |  |  |                                        |  |
|                                        |                                                    | Aliʻi Nui Keʻeaumoku Pāpaʻiahiahe di Kauaʻi  | Aliʻi Nui Keawepoepoe di Kauaʻi                            |  |  |       |  |  |                      |  |  |                                        |  |
|                                        |                                                    | Aliʻi Nui Keʻeaumoku Pāpaʻiahiahe di Kauaʻi  | Aliʻi Nui Keawepoepoe di Kauaʻi                            |  |  |       |  |  |                      |  |  |                                        |  |
|                                        |                                                    | Aliʻi Nui Keʻeaumoku Pāpaʻiahiahe di Kauaʻi  | Aliʻi Nui Kūmaʻaikū                                        |  |  |       |  |  |                      |  |  |                                        |  |
| Aliʻi Nui Kalākua Kaheiheimālie        |                                                    | Aliʻi Nui Keʻeaumoku Pāpaʻiahiahe di Kauaʻi  |                                                            |  |  |       |  |  |                      |  |  |                                        |  |
|                                        |                                                    | Aliʻi Nui Nāmāhānaʻi Kaleleokalani di Maui   | Aliʻi Nui Kekaulikenuiahumanu di Maui                      |  |  |       |  |  |                      |  |  |                                        |  |
|                                        |                                                    | Aliʻi Nui Nāmāhānaʻi Kaleleokalani di Maui   | Aliʻi Nui Kekaulikenuiahumanu di Maui                      |  |  |       |  |  |                      |  |  |                                        |  |
|                                        |                                                    | Aliʻi Nui Nāmāhānaʻi Kaleleokalani di Maui   | Aliʻi Nui Haʻaloʻu di Kohala                               |  |  |       |  |  |                      |  |  |                                        |  |
|                                        |                                                    | Aliʻi Nui Nāmāhānaʻi Kaleleokalani di Maui   |                                                            |  |  |       |  |  |                      |  |  |                                        |  |